# Oh oh oh (singolo)
Oh oh oh è un singolo del gruppo musicale italiano Modà pubblicato il 22 aprile 2022 come secondo estratto dal terzo EP Buona fortuna (parte seconda).

## Video musicale
Il video, diretto da Matteo Alberti e Fabrizio De Matteis, è stato pubblicato in concomitanza del lancio del singolo sul canale YouTube del gruppo.